# Triunfo (Paraíba)
Triunfo is een gemeente in de Braziliaanse deelstaat Paraíba. De gemeente telt 9.968 inwoners (schatting 2009).
De gemeente grenst aan Santa Helena, Poço de José de Moura,  Santarém, Bernardino Batista en Umari (Ceará).